# Spalax istricus
Cârtița-șobolan oarbă din Oltenia (Spalax istricus) este o specie de rozătoare pe cale critică de dispariție, posibil dispărută, din familia Spalacide. Subfamilie de rozătoare adaptate morfologic și fiziologic la viața subterană, trăiește doar în România.